# Gamlehaugen
Gamlehaugen är den officiella kungabostaden i Bergen i Hordaland fylke i Norge.

## bakgrund
Huset ligger på en parkklädd höjd väster om Nordåsvatnets nordöstra ände, vid Fjøsanger i Fana i södra delen av Bergen. Det uppfördes 1900−1902 efter ritningar av arkitekten Jens Zetlitz Monrad Kielland som privatbostad för statsministern Christian Michelsen. 
Vid Michelsens död 1925 lyckades man genom en landsomfattande insamling ordna en fond för att bevara Gamlehaugen som nationell egendom. Egendomen övertogs av staten, och används nu av Norges kungahus under  besök i Bergen. När byggnaden inte används som bostad är den första våningen öppen som museum. Av särskilt intresse i museet är Christian Michelsens kontor, med en sällsynt samling av saker från 1905.